# Славчо Хаджипаскалев
Славчо Хаджипаскалев е изтъкнат търновски търговец, предпремач, народен представител и дарител.

## Биография
Роден през 1807 г. в Търново. Усвоява кожухарски занаят и става майстор. Избран е за първомайстор на кожухарския еснаф. Занимава се също и с търговия, от която трупа значително състояние. От своята работилница продава на Узунджовския панаир по 150 коли кожухарска стока. През 1860 г. започва да се занимава и с лихварство. Малко преди Освобождението (1875 – 1876) открива фабрика за преработка на тютюн, която просъществува само 2 години. Притежава скъпоценности и свободен капитал 250 000 турски лири. След Освобождението с част от капитала открива бирена фабрика, предшественик на днешната „Болярка“ във Велико Търново. Оставя големи суми на търновските училища и на общината.
През 1840 г. х. Славчо се жени за хаджи Анастасия Хаджиихалева (1818 – 1901). От брака се раждат Паскал, Зафирица, Михаил, Ламбуша, Ламбини, Никола, Атанас и Константин
Умира през 1897 г. и е погребан край катедралната църква „Света Богородица“ в Търново.